# Micropithecus
Micropithecus — вимерлий рід приматів, що мешкав у Східній Африці приблизно 19—15 мільйонів років тому, під час раннього міоцену. Рід і його типовий вид, Micropithecus clarki, були вперше науково описані в 1978 році.